# Абел-Фігейреду
Абе́л-Фігейре́ду (порт. Abel Figueiredo) — муніципалітет у Бразилії, входить до штату Пара. Складова частина мезорегіону Південний схід штату Пара. Входить до економіко-статистичного мікрорегіону Парагомінас. Населення становить 7131 чоловік на 2006 рік. Займає площу 614,252 км². Щільність населення — 11,6 чол./км².

## Історія
Місто засноване 27 грудня 1991 року.

## Статистика
- Валовий внутрішній продукт на 2003 становить 44.577.440,00 реалів (дані: Бразильський інститут географії та статистики).
- Валовий внутрішній продукт на душу населення на 2003 становить 6.762,35 реалів (дані: Бразильський інститут географії та статистики).
- Індекс розвитку людського потенціалу на 2000 становить 0,704 (дані: Програма розвитку ООН).

| Бразилія | Це незавершена стаття з географії Бразилії. Ви можете допомогти проєкту, виправивши або дописавши її. |

1. 1 2 3 4  OpenStreetMap — 2004.
2. ↑  Бразильський інститут географії і статистики — 1934.
3. ↑  https://www.ibge.gov.br/estatisticas/sociais/populacao/9103-estimativas-de-populacao.html?edicao=31451
4. ↑  Tabela 9605 - População residente, por cor ou raça, nos Censos Demográficos
5. 1 2  Tabela 202 - População residente, por sexo e situação do domicílio